# 四氰合镍(II)酸锌
四氰合镍(II)酸锌是一种配位化合物，化学式为Zn[Ni(CN)4]。它可以和水或有机配体（如吡嗪）形成新的配合物。

## 制备
将可溶性镍盐加入至含[Zn(CN)4]2−的溶液中，会得到绿色的Ni[Zn(CN)4]，由于[Ni(CN)4]2−（logβ4=31.3）比[Zn(CN)4]2−（logβ4=16.7）更稳定，它会迅速转化为黄色的Zn[Ni(CN)4]。
直接以四氰合镍(II)酸钾一水合物和乙酸锌为原料反应，也能得到四氰合镍(II)酸锌。